# Pamela Allen
Pour les articles homonymes, voir Allen.
Pamela Kay Allen MNZM, née le 3 avril 1934 à Auckland, Nouvelle-Zélande, est une écrivaine et illustratrice néo-zélandaise d'histoires pour enfants. 
Elle a publié plus de 50 livres d'images depuis 1980. 

## Biographie
Née dans la banlieue d'Auckland de Devonport en 1934 de Esma Eileen et William Ewart Griffiths,, Allen étudie au St Cuthbert's College, puis à l'Elam School of Fine Arts à l'Université d'Auckland où elle obtient un diplôme des Beaux-Arts en 1955.